# Eaux-Vives

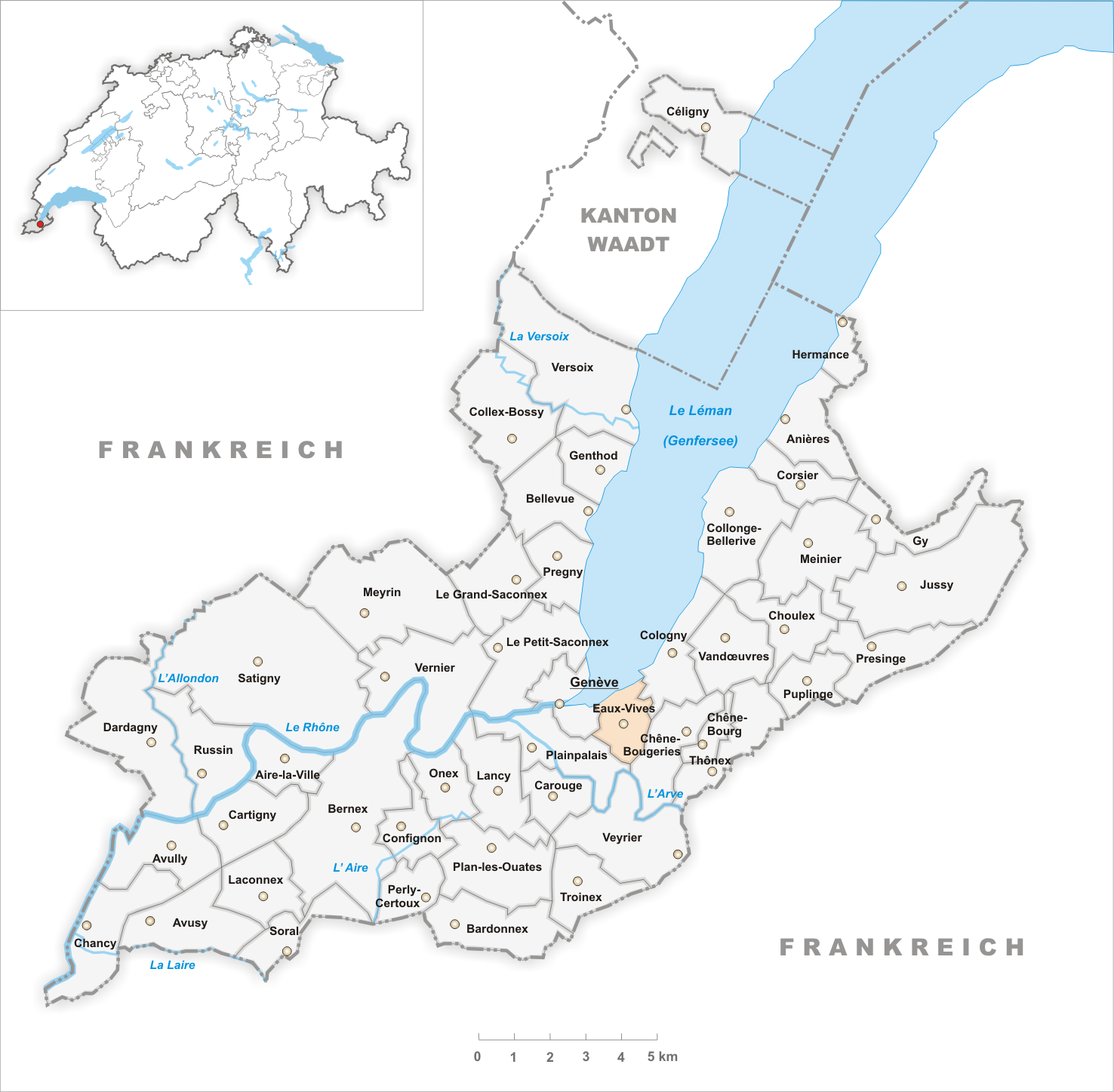
Gemeindestand vor der Fusion am 1. Januar 1931

Eaux-Vives (auch Les Eaux-Vives) war eine Gemeinde im Kanton Genf in der Schweiz und ist seit dem Jahr 1931 ein Stadtteil von Genf.

## Geschichte
Der Name Eaux-Vives (franz. übertragen etwa Sprudelnde Wässer) stammt von den zahlreichen Quellen, die am Hang oberhalb des Dorfs entsprangen.
Die Gemeinde, die am südlichen Ufer des Genfersees unmittelbar vor den Stadtbefestigungen lag, wurde am 13. Juni 1798 mit einer Verordnung der neuen französischen Verwaltung gegründet, die das ehemalige Landgebiet der Stadt Genf verschiedenen Munizipalitäten zuteilte. Als Genf 1814 von Frankreich unabhängig wurde, behielten die Landgemeinden ihre Funktion.
1842 fand die Einweihung der neuen protestantischen Kirche, eines Bauwerks des Genfer Architekten Jacques-Louis Brocher, am zentral gelegenen Jargonnantplatz statt. Weil sich viele von andern Kantonen oder aus Savoyen zugezogene Katholiken in der Gemeinde Eaux-Vives niederliessen, wurde im Jahr 1866 eine katholische Pfarrei gegründet. Diese errichtete bis 1869 die katholische Kirche Saint-Joseph an der Place des Eaux-Vives. In der Zeit des Kulturkampfes enteignete der Kanton Genf im Jahr 1877 die römisch-katholische Pfarrei von Eaux-Vives, die erst 1883 wieder in diese Kirche zurückkehren konnte.
1888 nahm der Bahnhof von Eaux-Vives an der Bahnstrecke Genève–Annemasse den Betrieb auf.
1904 bestimmte die nahe einer Schifflände gelegene Gemeinde ein eigenes Gemeindewappen mit dem Abbild eines traditionellen Genferseeschiffes.
1913 erwarb die Gemeinde aus Privatbesitz ein Areal, das den grossen heutigen Genfer Stadtpark Parc des Eaux-Vives in der Nähe des Seeufers am Quai des Eaux-Vives ausmacht.
Nach einer Volksabstimmung von 1930 wurde die Gemeinde Eaux-Vives im Jahr 1931 in die Stadt Genf eingemeindet.

## Geographie
Heute bildet Eaux-Vives einen der vier administrativen Stadtteile (section) der Stadt Genf. In diesem Gebiet östlich der Innenstadt lag das ehemalige Dorf Eaux-Vives, dessen Fläche durch neuere Wohn- und Geschäftsbauten eingenommen wird.
Der Uferbereich von Eaux-Vives am Genfersee erstreckt sich vom Stadtzentrum bis zum Strandbad Plage des Eaux-Vives und zum Hafen Port Noir. An einer Mole bei Eaux-Vives befindet sich der Springbrunnen Jet d’eau, ein Wahrzeichen von Genf.
Der Stadtteil umfasst mehrere grosse Grünzonen:
- Parc La Grange
- Parc des Eaux-Vives
- Parc de Contamines
- Parc de Malagnou

Die wichtigeren Strassen im Stadtteil sind die Rue des Eaux-Vives mit der Place des Eaux-Vives, das Quai Gustave-Ador, die Avenue Pictet-de-Rochemont, die Avenue de Frontenex, die Route de Chêne, die Route de Malagnou und die Route de Florissant.
Im Osten grenzt der Stadtteil an die Nachbargemeinden Cologny und Chêne-Bougeries.

## Wappen
| Wappen von Eaux-Vives | Blasonierung: «Geteilt; oben in Purpur ein natürliches Boot mit silbernen Segeln auf einem von Silber und Purpur gewellten See; unten gespalten, vorn in Rot ein pfahlweise gestellter goldener Schlüssel, hinten in Silber natürliche, schräggestellte Pfeil und Bogen.» |
| Wappen von Eaux-Vives | Wappenbegründung: Oben zeigt das Wappen den Genfersee und ein Segelboot, was auf die Lage auf dem See und die Bedeutung der kommerziellen und touristischen Schifffahrt hinweist. Die untere Hälfte symbolisiert die lokale Geschichte. Der Schlüssel bezieht sich auf die Tatsache, dass im Mittelalter ein großer Teil des Gebiets im Besitz der Bischöfe von Genf war. Als Wappen verwendete die Diözese zwei gekreuzte Schlüssel. Pfeil und Bogen beziehen sich auf einen Übungsplatz (Lieu de tir) für den «edlen Sport des Bogenschießens», der im Jahr 1444 im Dorf erwähnt wurde. |

## Institutionen
Im Stadtteil befinden sich das Muséum d’histoire naturelle de la Ville de Genève, die Liberale Synagoge von Genf, das Islamische Zentrum Genf und das Theater Comédie de Genève.

## Persönlichkeiten
- Henri Berguer (1854–1937), evangelischer Geistlicher
- Firmin Ody (1859–1920), Architekt, Unternehmer und Politiker
- Victor Charbonnet (1861–1924), Ingenieur und freisinniger Politiker
- Théodore Stephani (1868–1951), Mediziner, Begründer des Luftkurorts Crans-Montana
- Georges Berguer (1873–1945), evangelischer Geistlicher und Hochschullehrer an der Universität Genf
- Eva Lombard (1890–1978), Missionsärztin
- Frank Martin (1890–1974), Komponist
- Henry Favre (1901–1966), Wasserbauingenieur
- Mario Soldini (1913–1993), Lehrer, Politiker (Union nationale (Schweiz)), Genfer Grossrat, Nationalrat und Oberst